# شيفا نيجار
شيفا نيجار (بالفرنسية: Shiva Negar)‏ (و. 1992  م) هي ممثلة كندية، ولدت في إيران.

## وصلات خارجية
- شيفا نيجار على موقع IMDb (الإنجليزية)
- شيفا نيجار على موقع قاعدة بيانات الفيلم (الإنجليزية)

- شيفا نيجار في قاعدة بيانات الأفلام على الإنترنت